# 887 알린다
887 알린다(Alinda)는 지구 최소궤도 교차거리( MOID )가 0.092 AU인 매우 특이한 지구 근접 소행성이다. Alinda 소행성 그룹은 이 소행성의 이름을 따서 명명되었으며 직경은 약 4km이다. 암석이 많은 S형 소행성으로 1918년 1월 3일 하이델베르크 천문대에서 독일 천문학자 막스 볼프에 의해 발견되었다.
0.57의 큰 편심과 2.5 AU의 반장축으로 인해 이 소행성은 전형적인 아모르 III 소행성이다. 이 소행성은 목성과 1:3의 궤도 공명과 지구와 4:1에 가까운 공명을 모두 가지고 있다. 영겁의 세월에 걸쳐 궤도의 이심률을 증가시킨 목성과의 공명 결과, 이 소행성의 궤도는 주 소행성대 밖에서 시간을 보내도록 진화했다. 알린다 소행성군은 이 소행성의 이름을 딴 것이다.
알린다 소행성은 지구에 근접하여, 2025년 1월의 경로에서는 지구에 0.0821 천문단위 (12,280,000 km; 7,630,000 mi) 이내로 접근하기도 한다.
이 소행성의 이름은 H. Kobol이 제안했다. 그것이 현대 서부 터키에 있는 고대 도시 알린다를 가리키는 것인지, 아니면 호주 원주민의 신화적 인물을 가리키는 것인지는 확실하지 않다.